# Côm
Côm hay còn gọi côm xanh (danh pháp khoa học: Elaeocarpus varunua) là một loài thực vật có hoa trong họ Côm. Loài này được Buch.-Ham. ex Mast. mô tả khoa học đầu tiên năm 1874.